# زمین‌لرزه ۱۹۰۶ شیلی
زمین‌لرزه شیلی  در تاریخ ۱۷ اوت ۱۹۰۶ میلادی، برابر با ‎۲۵ مرداد ۱۲۸۵، ساعت ۰:۴۰:۰۰ به زمان یوتی‌سی در شیلی رخ داد. بزرگی آن ۸٫۵ در مقیاس Mw اعلام شده‌است. زمین‌لرزه به وقت محلی در روز پنج‌شنبه، ساعت ۲۰ روی داده و منطقه زمانی آن یوتی‌سی -۴ بوده‌است (با لحاظ تغییر ساعت تابستانی).
سازمان زمین‌شناسی آمریکا نیز جای این زمین‌لرزه را در مختصات ۳۳°جنوبی ۷۲°غربی / ۳۳°جنوبی ۷۲°غربی و بزرگی آنرا برابر با ۸٫۲ در مقیاس ریشتر اعلام کرده‌است. ژرفای گزارش شده از سوی این سازمان ۲۵ کیلومتر می‌باشد.
سونامی نیز در این زلزله گزارش شده‌است.